# Налистники
Налистники (укр. налисники, бел. налiснiкi) — блинчики с начинкой, блюдо, которое изготавливается из пресного яичного жидкого теста на горячей сковороде, смазанной жиром. Блинчики подают с различными закусками, сметаной, и начиненными вареньем, грибами, мясом, ягодами, домашним творогом, изюмом, отварными крупами, рыбьей икрой и т. д. Это традиционное блюдо украинской и белорусской кухни.

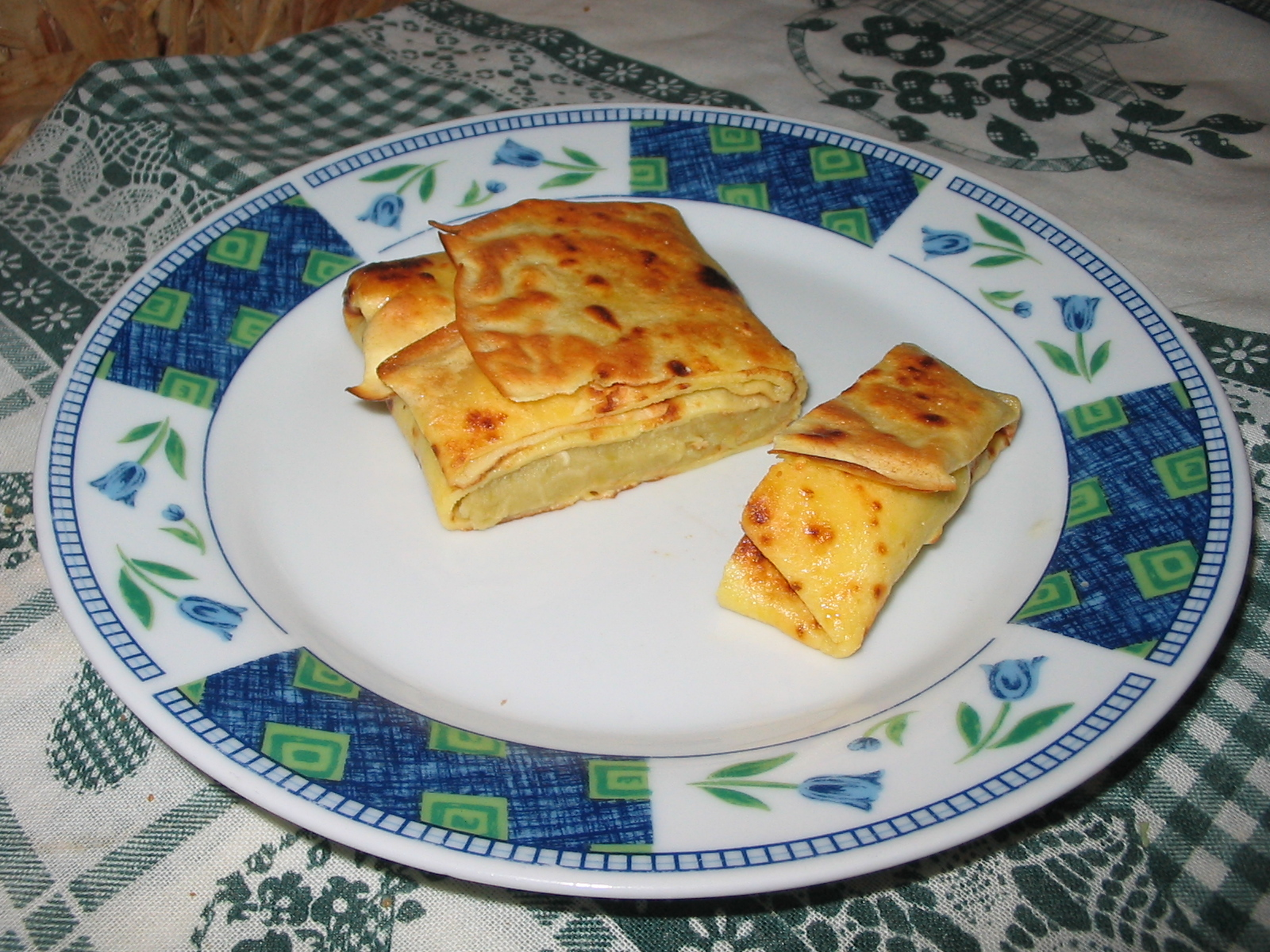
Украинские налистники с начинкой из жареного лука и отваренного гороха

Также интересно то, что на первый взгляд налистники — просто блины с начинкой. На самом же деле оболочка для налистника отличается от блина вкусом и свойствами. Налистниковые блины более тонкие, эластичные, почти безвкусные, они нужны для того, чтобы удобно было подать начинку, чтобы её вкус ничем не затмевался. Обычный блин для этого не очень подходит — он и толще, и более пористый, не всегда может удержать влагу сочных наполнителей. Налистник, как блюдо, отличается также от простого блинчика с начинкой тем, что начинку в «налистнике» располагают в середине и закрывают свободными краями блинчика, а в «блинчике с начинкой» последнюю распределяют по поверхности блинчика и только потом блинчик складывают или сворачивают «трубочкой».
После заполнения начинкой налистники нередко заливают сметаной или соусом и запекают.
Блюдо особенно широко распространено в Беларуси, Польше, Украине и Молдавии.